# Chanel St. James
Chanel St. James (Phoenix, Arizona; 1 de junio de 1972) es una actriz pornográfica estadounidense. Apenas ha rodado una decena de películas desde que debutara en el porno en 2006.

## Biografía
Chanel nació y siempre ha vivido en Phoenix, Arizona. Antes de comenzar su carrera como actriz porno, trabajaba como estríper en Phoenix, profesión a la que se dedicó durante varios años.
Tras leer la autobiografía de la actriz porno Jenna Jameson, Chanel se interesó por la industria X y decidió que quería hacerse unas fotos. Gracias a su trabajo como estríper, Chanel había conocido a Jenna, y cuando se interesó por la industria del porno, contactó con ella para que la orientase. Esto coincidió con el rodaje de la película Provocateur, la cual dirigía la propia Jenna Jameson. Esta, al saber que Chanel estaba interesada en el porno, le invitó a asistir al rodaje. Cuando Chanel acudió al rodaje, en noviembre de 2005, acabó haciéndose fotos profesionales para ClubJenna, y fue invitaba a rodar con la protagonista de la película : McKenzie Lee. Chanel rodó la escena y Jenna le ofreció un contrato exclusivo con ClubJenna, que aceptó, uniéndose a ClubJenna. Su primera película, Provocateur, fue lanzada al mercado en octubre de 2006.
En mayo de 2007 su contrato con ClubJenna finalizó y no fue renovado.
Además, Chanel ha aparecido en la portada de la revista Club International y en el reality show de la cadena de televisión estadounidense FOX My Bare Lady.